# Zevenhuizen (Kaag en Braassem)
Zevenhuizen (Niet te verwarren met Zevenhuizen (Zuidplas)) is een buurtschap in de gemeente Kaag en Braassem in de Nederlandse provincie Zuid-Holland. Het ligt tussen Kaag en Oud Ade.